# Аксел-Гейберг
А́ксель-Ге́йберг  (англ. Axel Heiberg Island, фр. Île Axel Heiberg, інук. ᐅᒥᖕᒪᑦ ᓄᓈᑦUmingmat Nunaat) — великий ненаселений острів на півночі Канадського Арктичного архипелагу. 
Адміністративно належить до регіону Кікіктаалук території Нунавут. 
Відомий своїми незвичайними копалинами, що датуються еоценовим періодом 
..
Площа — 43 178 км². 
Належить нунавутам Канади. Найвища точка острова — гора Аутлук-Пік висотою 2 210 м над рівнем моря.

## Географія

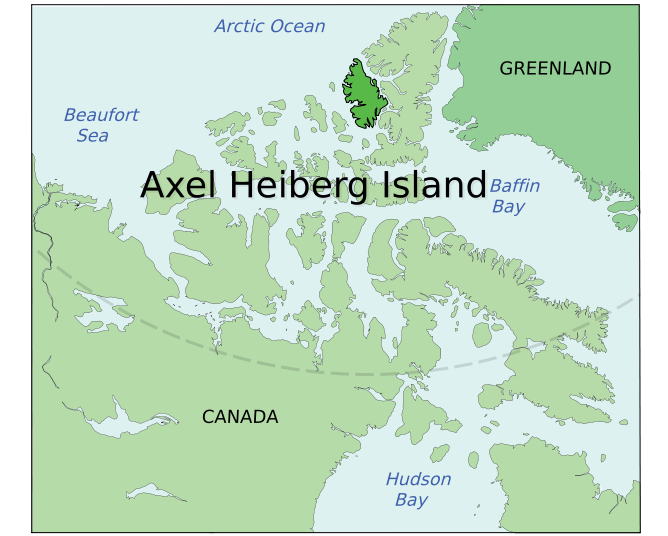
Аксель-Гейберг в Канадському Арктичному архипелазі

Аксель-Гейберг входить до групи островів Сведрупа, 
що є у складі островів Королеви Єлизавети
, 
розташовані на півночі Канадського Арктичного архіпелагу. 
Адміністративно належать до регіону Кікіктаалук території Нунавут 
.
Острів лежить між 78 і 81 N  та 96° і 85° W 
. 
Один із найпівнічніших островів Канади, що віддалено приблизно на 1200  км від Північного полюса 
. 
Зі сходу Аксель-Гейберг відокремлюють від острова Елсмір протоки Амундсена та Юрика, а на південному заході його відокремлюють від островів Мейген, Амунд-Рінґнес і Корнуолл протоки Свердруп, Пірі і Мессі
.
При ширині 30-160 км  
, 

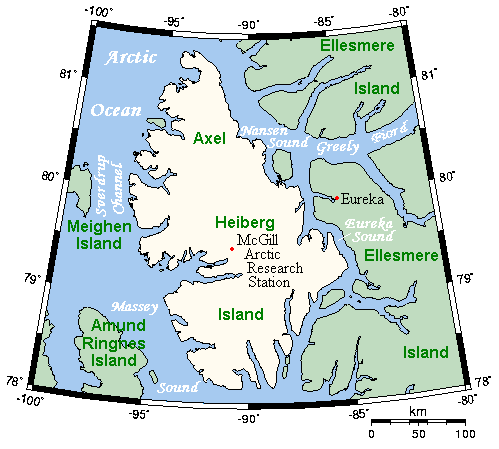
Карта острова Аксель-Гейберг

довжині 370  км і площі 43 178  км², що приблизно відповідає площі Швейцарії
, 
це третій за розмірами серед островів Королеви Єлизавети (після Елсміра та Девона) 

і найбільший з островів Свердрупа 
. 
Острів займає 32-е місце за площею у світі та 7-е в Канаді. 
Довжина берегової лінії 3061  км 
. 
Контури узбережжя помітно порізані великими затоками (Канадська енциклопедія виділяє три — Вітсанді, Сенд та Гуд-Фрайді 
, 
а сайт Canada's Polar Environments — п'ять 
) 
та численними фіордами (Canada's Polar Environments налічує 15). 
На північно-східному краю острова вдається в протоку Нансен півострів Шей 
.

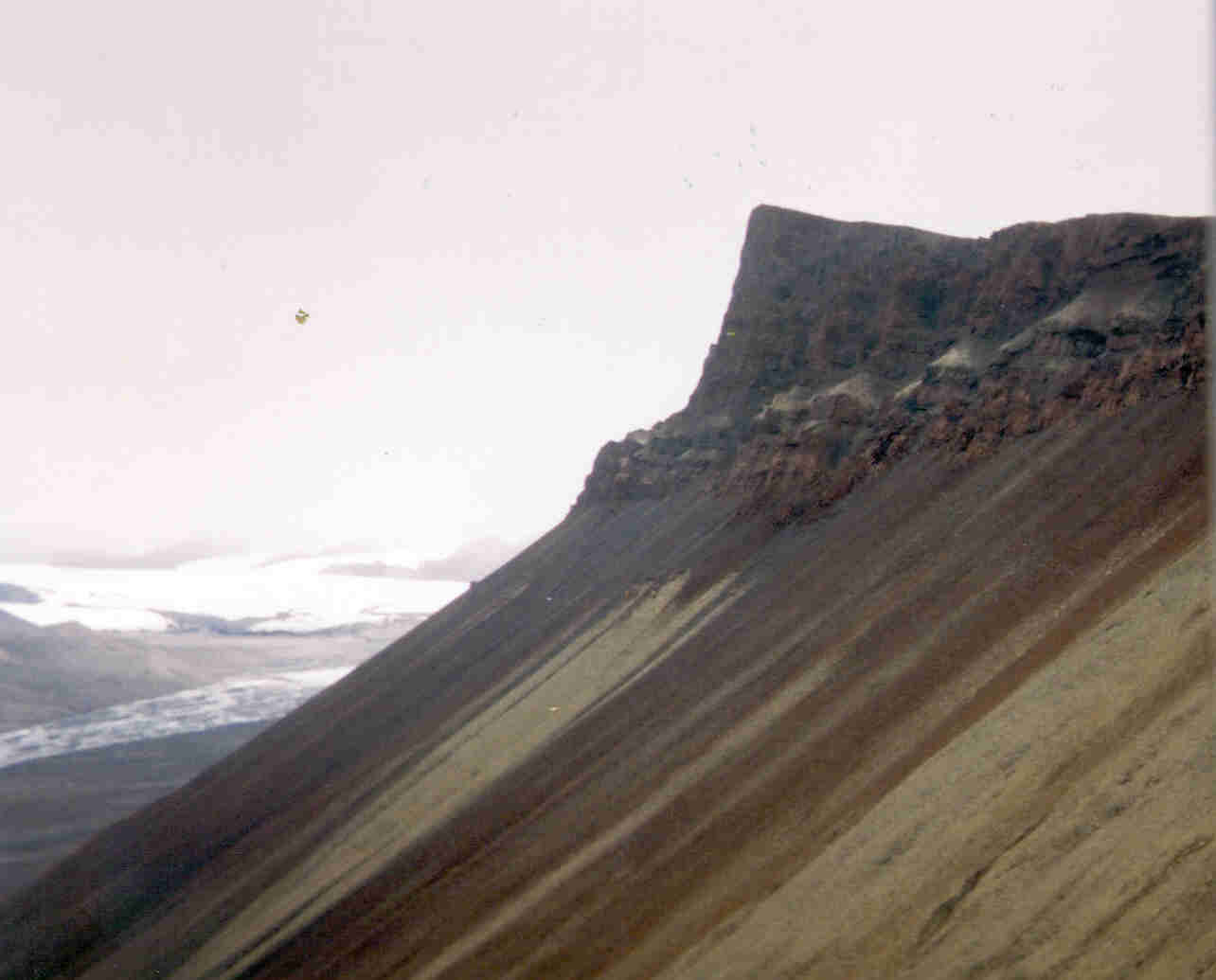
Базальтова скеля, острів Аксель-Гейберг

Найбільших висот рельєф острова досягає в районі хребта Прінсес-Маргарет, до якого входить і найвища вершина Аксель-Гейберга, пік Аутлук (2210  м над рівнем моря). Приблизно 35 % площі острова цілий рік покриті льодом, включаючи дві великі льодовикові шапки — Мюллер і Стейсі 
. 
На території льодовика Мюллер, більшого за площею і північнішого з двох, розташований і пік Аутлук 

. 
Льодовики, що сповзають з південної льодовикової шапки, в основному рухаються до Гласір-фіорду, де від них відокремлюються айсберги, що прямують потім у море 
. 
У Експедишен-фіорд на заході острова впадають льодовики Томпсон, Вайт, Бейбі та Крузо, а також річка Експедишен що має сточище 800  км² 
. 
Низини на північ від льодовикової шапки Мюллер поступово підвищуються у напрямку до північного узбережжя острова, переходячи в пагорби конічної форми. 
Північний берег високий і урвистий, утворює круті схили висотою до 650  м, відомі як Чорна стіна (норв. Svartevæg, англ. Black Wall, фр. Mur noir, інук. ᕿᕐᓂᖅᑐᖅ ᐊᑭᓐᓇᖅ). 
Східна частина острова поступово знижується до узбережжя рівня моря, хоча на південному сході також зустрічаються пагорби 
.

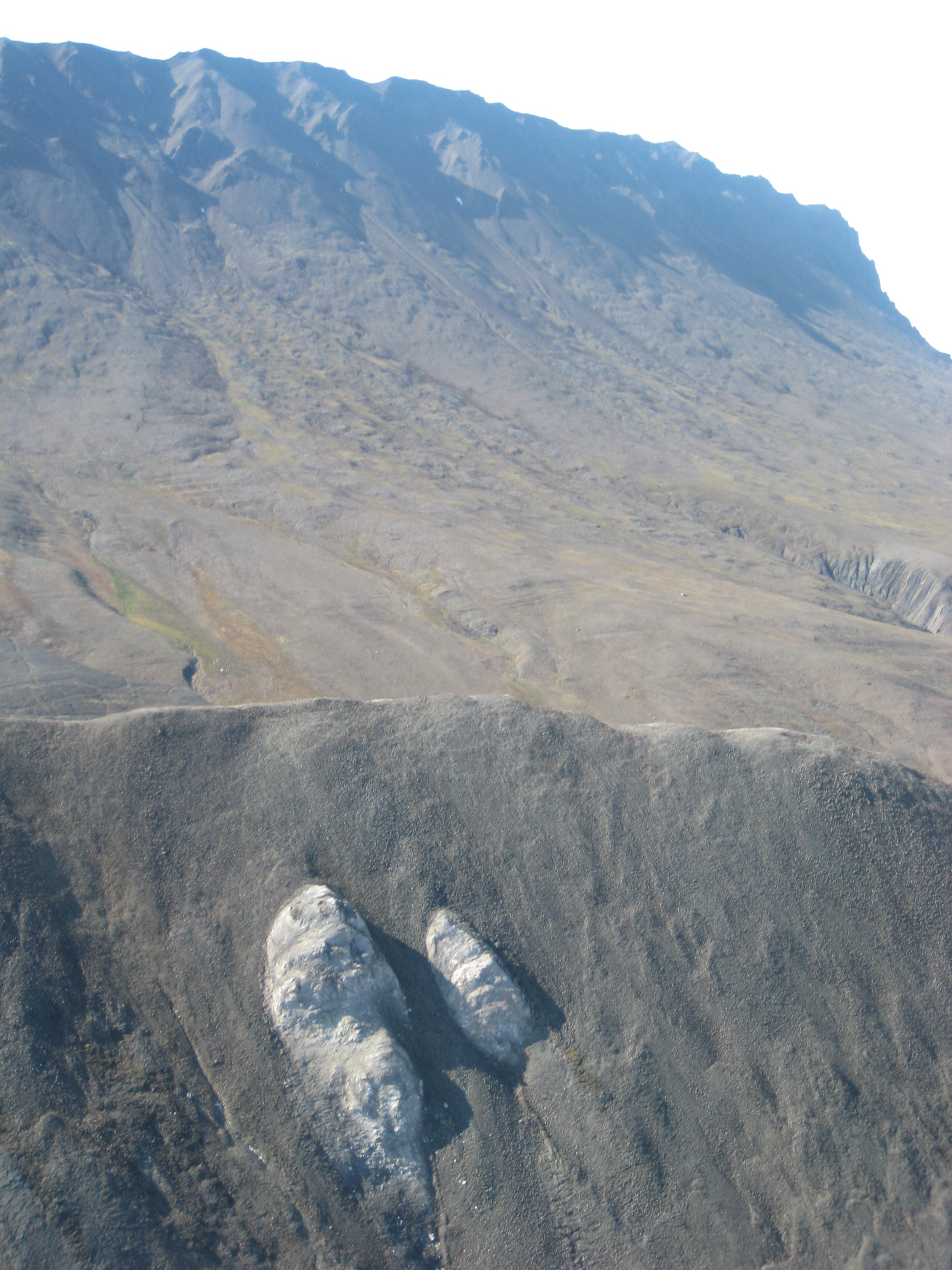
Соляний діапір, острів Аксель-Гейберг

З геологічного погляду Аксель-Гайберг розташований у басейні Свердрупа — осадовому басейні розмірами 1000×350 км, куди входить більшість островів Королеви Єлизавети від Прінс-Патрика до північного Елсміра. 
Осадові породи в цьому басейні датуються періодом 318 — 66 млн. років тому, і найбільшої товщини вони досягають на Аксель-Гейберзі 

. 
У низовинах основні породи — мезозойські та третинні пісковики та глинисті сланці
, 
у горах північного заходу — складчасті мезозойські породи з незначними магматичними інтрузіями

Важливим елементом геології є соляні відкладення, що утворилися на ранньому етапі існування басейну Свердрупа в результаті випаровування морської води.
В результаті орогенних процесів, що сформували зокрема хребет Прінсес-Маргарет, у басейні Свердрупа утворилися соляні бані — діапіри. 
Загалом у басейні налічується близько 100 діапірів, з яких 46 припадає на територію острова Аксель-Гейберг — найвища концентрація діапірів у світі, за винятком Ірану 
.
Клімат полярно-пустельний, із сухою морозною зимою та прохолодним літом. 
Розташована на острові Елсмір неподалік Аксель-Гейберга метеорологічна станція «Юрика» визначає середньорічну температуру повітря в цьому районі -19,7 °C 
, 
температуру лютого -38,5 °C (у лютому 1973 року на станції «Юрика»» зафіксовано середньомісячну температуру −47,9 °C — найнижчу в Канаді 
) 
і температуру липня 5,4 °C. 
Середньорічна норма опадів, за даними станції, 68  мм, з піком влітку. Водночас короткострокові виміри температур та обсягу опадів на самому Аксел-Гейберзі показують, що клімат острова може бути теплішим на кілька градусів, а річна норма опадів дещо вища. 
Особливо це стосується гірських районів: дослідження снігового покриву поблизу вищої точки льодовикової шапки Мюллер вказують на середній обсяг опадів в 370  мм протягом 41 року 
.

## Зледеніння
Білий льодовик (англ. White Glacier) — долинний льодовик, що покриває площу 38,7 км² у районі Експедішн-фіорд  (79°30′ пн. ш. 090°50′ зх. д. / 79.500° пн. ш. 90.833° зх. д.). 
Тече на висотах від 56 до 1782 м над рівнем моря, діапазон, який, як зазначив Дюргеров (2002), 

перевищує лише льодовикова шапка Девон у світовому списку льодовиків із виміряною балансовою масою. 
Товщина льоду досягає або перевищує 400 м. 
Його максимальне розширення в новітній історії, що відзначає просування льодовика у відповідь на похолодання Малого льодовикового періоду, було досягнуто не раніше кінця XVIII століття, і, швидше за все, на початку XX століття. 
Є докази того, що відступ кінцевої станції, який раніше становив близько 5 м на рік, сповільнюється (Cogley et al. 1996a; Cogley and Adams 2000). 
Білий льодовик був предметом багатьох статей у гляціологічній літературі з 1960 року,
 Müller (1962) 
був джерелом тепер уже класичної діаграми, що розробляє та ілюструє концепцію «фації льодовика».

## Населення
Острів ненаселений, за винятком сезонної арктичної науково-дослідної станції Макгілла, під орудою університету Макгілла.

## Ласт-Гаммер-спрінг
Ласт-Гаммер-спрінг, розташоване в центральній західній частині острова (79°07′ пн. ш. 090°21′ зх. д. / 79.117° пн. ш. 90.350° зх. д.) — найхолоднішим і найсолонішим з усіх описаних на сьогодні арктичних джерел. 
Він характеризується багаторічним підвищеним солоним (24%) викидом води температурою ~−5 °C, що витікає на поверхню через порожнисту, 2 м високу конусоподібну структуру соляного туфу. 
Безперервні викиди газу з джерела вказують на термогенне джерело метану. 
На основі цих властивостей це джерело вважається значущим астробіологічним аналогом для можливих середовищ існування, які зараз присутні на Марсі та холодних супутниках Європі та Енцеладі.
На цьому місці були знайдені мікроби, які залежать не від органічних матеріалів чи кисню, а лише від простих неорганічних сполук.
Ці неорганічні сполуки присутні на Марсі. 

## Рослинність та тваринний світ
Велика частина острова входить у північноамериканський екологічний регіон, який визначається Всесвітнім фондом дикої природи як полярна тундра
. 
Переважаючі ґрунти — перемішані та статичні регосоли (слаборозвинені ґрунти на пухких породах). 
Під верхнім шаром ґрунту залягає суцільна вічна мерзлота завтовшки 400 — 600  м 
.
Чагарники та трав'яниста рослинність, характерні для арктичної пустелі, покривають лише окремі ділянки непокриті льодовиками, решта поверхні залишається голою 
. 
Рослинність в основному представлена мохами (у гірських районах також лишайниками) та деякими холодостійкими судинними рослинами. 
У горах на північному заході Аксель-Гейберга це осокові і пухівка, рідше верба арктична і різні види дріад, в нижчих районах (екорегіон пагорбів Юрика) — також ломикамінь супротивнолистий, мак полярний і Kobresia

.

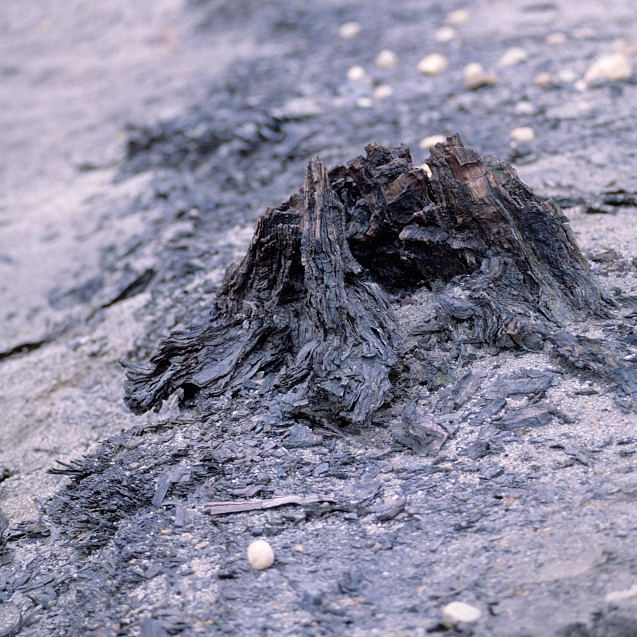
Муміфікований пень метасеквої, острів Аксель-Гейберг

По всьому острову поширений заєць арктичний, а в низовинах часто зустрічаються вівцебики. 
Рідкіснішими представниками наземної фауни є карибу Пірі, вовки, песці та лемінги (у прибережних районах також білий ведмідь
, 
а на узбережжі тюлені 
). 
На острові мешкають також кілька видів птахів: малі поморники (Stercorarius), гусі, крячок полярний, куріпка біла, пуночка
, 
буревісник кочівний, чечітка біла, пухівка горбатодзьоба та сивка

1985 року на сході острова було знайдено Викопний ліс — велику кількість деревних пнів, вік яких оцінюється більш ніж понад 45 мільйонів років. 
Дерева Викопного лісу не перетворилися на скам'янілість, зберігши в недоторканності свою органічну речовину, і надають вченим можливість вивчити давню екосистему, до якої вони належали 
. 
З викопних залишків робиться висновок, що ліс Аксель-Гейберга був водно-болотним лісом у високих широтах 
. 
Клімат у регіоні у період був набагато м'якшим; серед дерев Викопного лісу найчастіше зустрічається метасеквоя, проте знайдені також модрина, ялина, сосна, платан західний і Eleocharis dulcis
.
Наприкінці 1990-х років на Аксель-Гейберзі біля Мокка-фіорду виявлено залишки тварин, характерних для субтропічного клімату — алігатора та черепахи, а у Викопному лісі — скам'янілі фрагменти зубів бронтотерію — гігантського викопного носорогоподібного травоїду.

## Історія
Хоча в історичний період острів залишається ненаселеним (найближче поселення, Гріс-Фіорд, розташоване на півдні острова Елсмір) 
, 
в минулому на ньому жили інуїти 
. 
У 1970-і роки на Аксель-Гейберзі також знайдено сліди стоянок, що належать до протоескімоської дорсетській культурі
.
Першими європейцями, що дослідили острів, були учасники норвезької арктичної експедиції під орудою Отто Свердрупа
. 
Це сталося наприкінці квітня 1899; пізніше острів названий на честь норвезького мецената Акселя Гейберга — одного з трьох основних спонсорів експедиції 
. 
Норвегія претендувала на острів до 1930 року.
Перше висадження експедиції Свердрупа на острів відбулося на мисі Саутуест 11 квітня 1900 року. 
У цьому та наступному роках були зроблені дві невдалі спроби довести, що відкрита земля є островом, але тільки в 1902 році, коли Свердруп піднявся протокою Нансена до 81°40' N, так і не виявивши перемички між Аксель-Гейбергом і Елсміром, цю тезу вважали доведеною 
. 
Оскільки первинне обстеження узбережжя Аксель-Гейберга проходило в дні Великодня, деякі топографічні об'єкти на узбережжі (затока Гуд-Фрайді — "Страсна п'ятниця" та мис Монді-Терсді — "Великий четвер") носять відповідні назви 
.
26 червня 1906 року на мисі Томас-Габбард на півночі острова висадився Роберт Пірі, який стверджував, що спостерігав з нього Землю Крокера, що лежить у північно-західному напрямку. 
Два роки по тому, 18 березня 1908 року, з найпівнічнішої точки Аксель-Гейберга, мису Свартевег (нині мис Столлуерті), почав свій шлях до Північного полюса Фредерік Кук, а з мису Томас-Габбард у 1914 році вийшла в пошуках Землі Крокальда експедиції Макміллана. 
У середині 1920-х років американець Макміллан планував створити на острові постійну базу для пошуків земель у Північному Льодовитому океані. 
Ці плани викликали занепокоєння уряду Канади, який у відповідь направив в 1926 і 1929 роках на Аксель-Гейберг патрулі Королівської канадської кінної поліції. 
Подальші канадські дослідження острова проводилися в 1932, 1938 та 1940 роках. 
Систематичні дослідження Аксель-Гейберга почалися з 1955 року, коли Канада здійснила геологічну розвідку острова в рамках операції «Франклін». 
В 1959 — 1962 роках в Екпедишен-фіорді постійно діяла польова науково-дослідна станція Університету Макгілла, що надалі продовжує роботу влітку. 
У 1972 році на Аксель-Гейберг було направлено гірську експедицію з Великої Британії. 
Члени експедиції підкорили 48 вершин на схід від Мідл-фіорду, а також вели ботанічні та зоологічні дослідження 
.